# 신해욱
신해욱(1974년 ~ )은 대한민국의 시인이다. 1974년 강원도 춘천에서 태어나 한림대학교 국어국문학과를 졸업하고 고려대학교 대학원 국어국문학과에서 석사학위와 박사학위를 받았다.

## 약력
1998년 《세계일보》 신춘문예를 통해 등단했다. 한림대학교 국어국문학과를 졸업하고 고려대학교 대학원 국어국문학과에서 석사학위와 박사학위를 받았다. 2010년 동료들이 뽑은 '올해의 젊은 시인'에 선정되어 솔뫼창작지원금을 수여받았다.

## 학력
- 한림대학교 국어국문학과 학사
- 한림대학교 대학원 영어영문학과 문학석사
- 고려대학교 대학원 국어국문학과 문학석사
- 고려대학교 대학원 국어국문학과 문학박사

## 저서

### 시집
- 《간결한 배치》(민음사, 2005)
- 《생물성》(문학과지성사, 2009)
- 《syzygy》(문학과지성사, 2014)

### 산문집
- 《비성년열전》(현대문학, 2012)
- 《일인용 책》 (봄날의책,2015)